# Парето принцип
Парето принцип (такође познат и као Паретово правило, Паретов принцип, правило 80/20, закон неколико виталних и принцип реткости фактора) наводи да у многих исходима, отприлике 80% последица долази из 20% узрока ( „неколицина виталних”). На пример, 80% посла у предузећу обавља 20% запослених.
Консултант за менаџмент Џозеф М. Јуран је 1941. развио концепт у контексту контроле квалитета и побољшања након што је прочитао радове италијанског социолога и економисте Вилфреда Парета, који је 1906. писао о 80/20 док је предавао на Универзитету у Лозани. У свом првом раду, Cours d'économie politique, Парето је показао да је отприлике 80% земље у Краљевини Италији у власништву 20% становништва.
Парето принцип је само секундардно повезан са Парето ефикасношћу.
Многе природне појаве су распоређене према статистикама закона моћи.
| Квинтил становништва | Приходи |
| -------------------- | ------- |
| Најбогатијих 20%     | 82,70%  |
| Других 20%           | 11,75%  |
| Трећих 20%           | 2,30%   |
| четврти 20%          | 1,85%   |
| најсиромашнијих 20%  | 1,40%   |